# Free (альбом Коді Сімпсона)
Free (укр. Вільний) — третій студійний альбом австралійського співака Коді Сімпсона, випущений 10 липня 2015 року лейблами Coast House Records та Bananabeat Records.

## Випуск
До альбому входять сингли «New Problems» і «Flower». Сімпсон назвав альбом Free після того, як він вирішив, що хоче створити музику як самостійний та незалежний артист. Він сказав: «Я дуже радий альбому Free, оскільки це мій перший самостійний запис. Мій перший, де я на 100 % контролював творчий процес. І ми підійшли до нього дуже ретельно, як до рок-запису в тому сенсі, що всі треки записували наживо з групою.» Це перший незалежний альбом Сімпсона після розірвання контракту Atlantic Records.

## Трек-лист
| #   | Назва                                                   | Тривалість |
| --- | ------------------------------------------------------- | ---------- |
| 1.  | «Free»                                                  | 4:53       |
| 2.  | «Driftwood»                                             | 3:43       |
| 3.  | «New Problems»                                          | 3:42       |
| 4.  | «Flower»                                                | 3:00       |
| 5.  | «Thotful»                                               | 4:09       |
| 6.  | «I'm Your Friend»                                       | 3:38       |
| 7.  | «It Don't Matter» (спільно з Донавоном Франкенрайтером) | 2:59       |
| 8.  | «ABC»                                                   | 3:06       |
| 9.  | «Livin' Easy»                                           | 3:27       |
| 10. | «Wilderness»                                            | 2:31       |
| 11. | «Palm of Your Hand»                                     | 2:46       |
| 12. | «Love Yourself» (спільно з Becky G)                     | 4:25       |
| 13. | «Happy Lil' Hippie»                                     | 3:29       |
| 14. | «Still Smiling»                                         | 3:16       |

## Чарти
| Чарт (2015)                                | Найвища позиція |
| ------------------------------------------ | --------------- |
| Australian Albums (ARIA)                   | 74              |
| Бельгія Belgian Albums (Ultratop Flanders) | 82              |
| Канада Canadian Albums (Billboard)         | 23              |
| Нідерланди Dutch Albums (MegaCharts)       | 81              |
| США Billboard 200                          | 128             |
| США Folk Albums (Billboard)                | 4               |
| США Top Rock Albums (Billboard)            | 16              |